# Seidenpflanzen
Die Seidenpflanzen (Asclepias) sind eine Pflanzengattung in der Unterfamilie der Seidenpflanzengewächse (Asclepiadoideae) innerhalb der Familie der Hundsgiftgewächse (Apocynaceae). Ihr ursprüngliches Verbreitungsgebiet ist hauptsächlich die Neue Welt und das tropische Afrika, einige Arten sind in vielen Gebieten der Welt Neophyten.

## Beschreibung

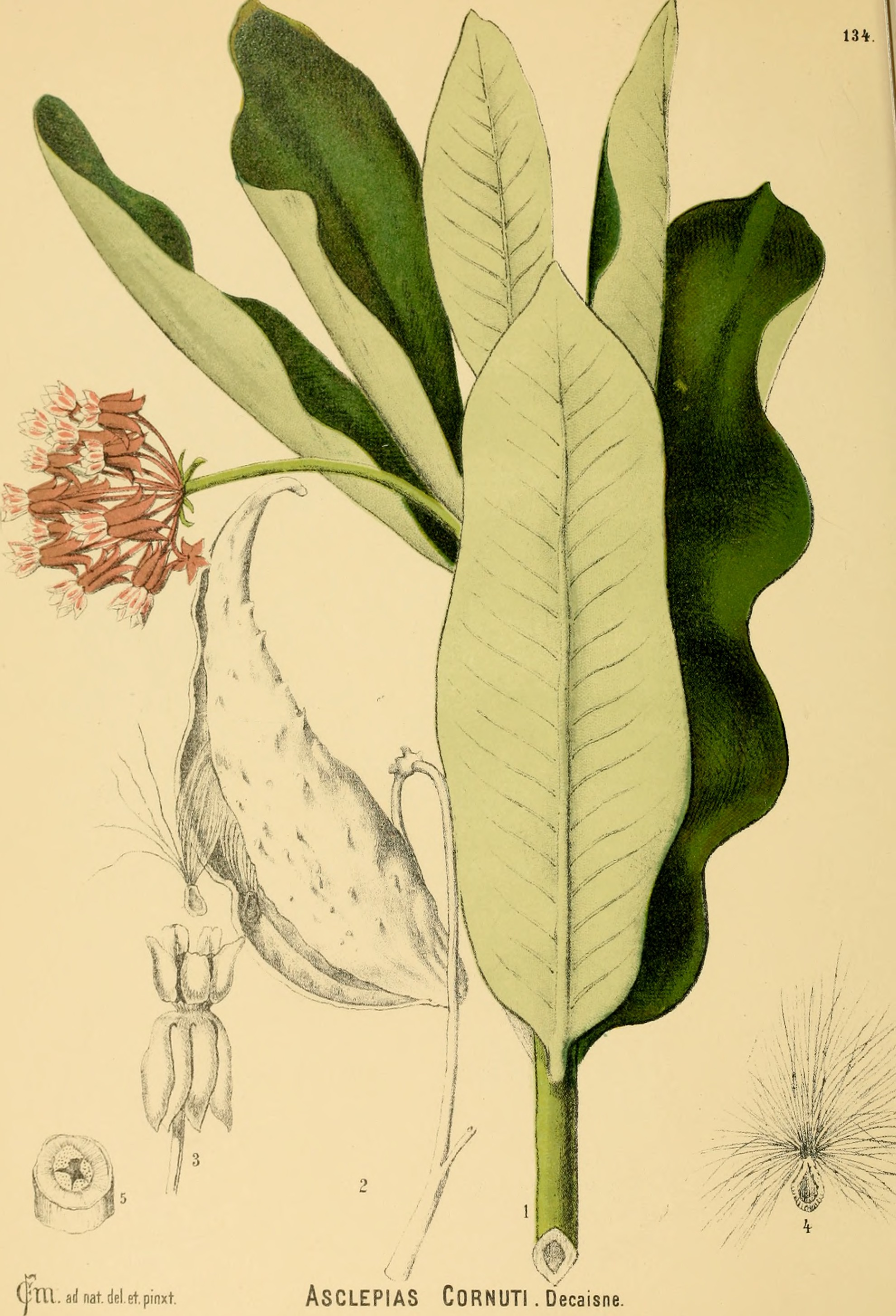
Illustration aus American medicinal plants; - an illustrated and descriptive guide to the American plants used as homopathic remedies - their history, preparation, chemistry, and physiological effects, 1887 der Gewöhnlichen Seidenpflanze (Asclepias syriaca)

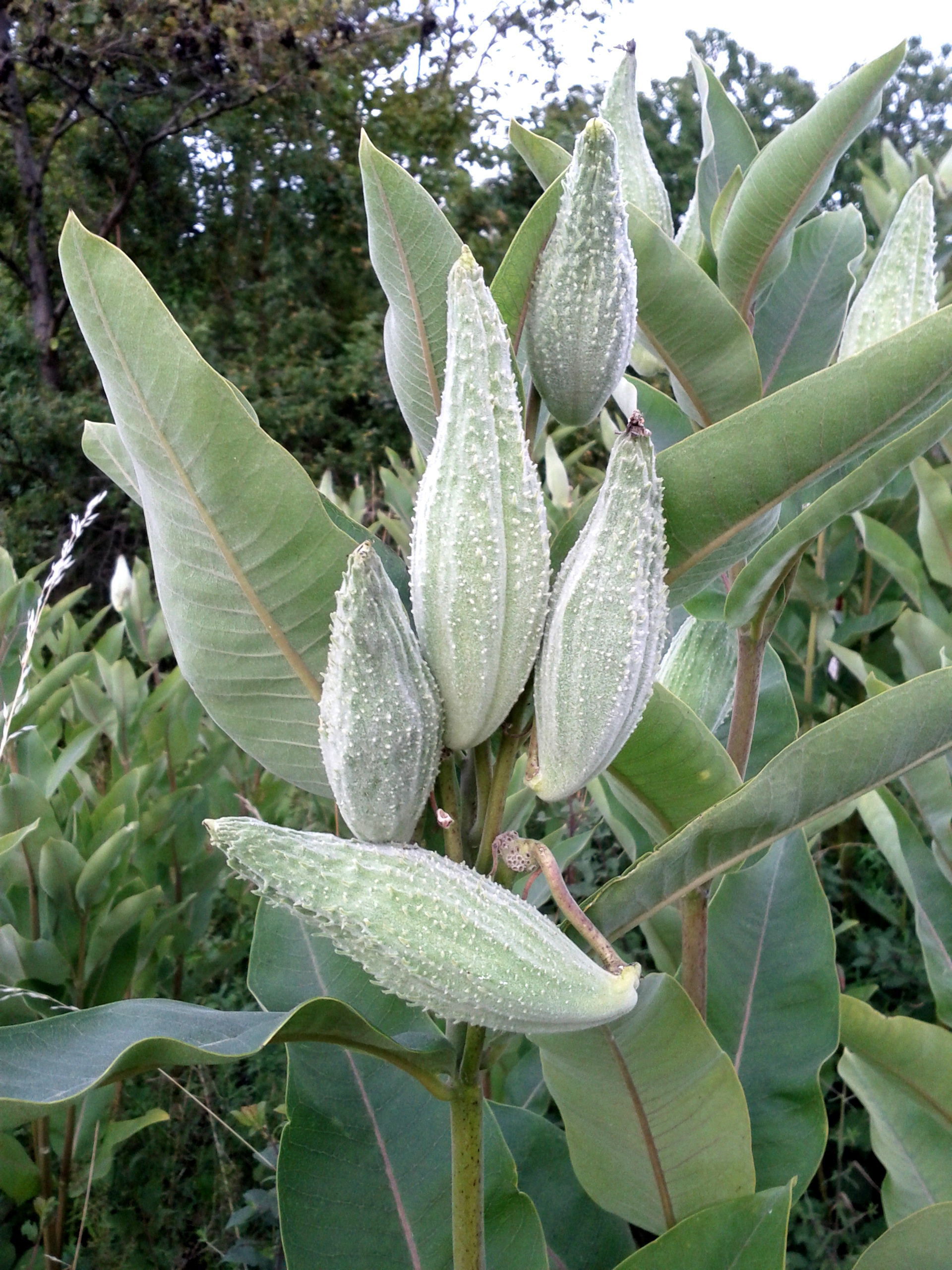
Balgfrucht der Gewöhnlichen Seidenpflanze (Asclepias syriaca)

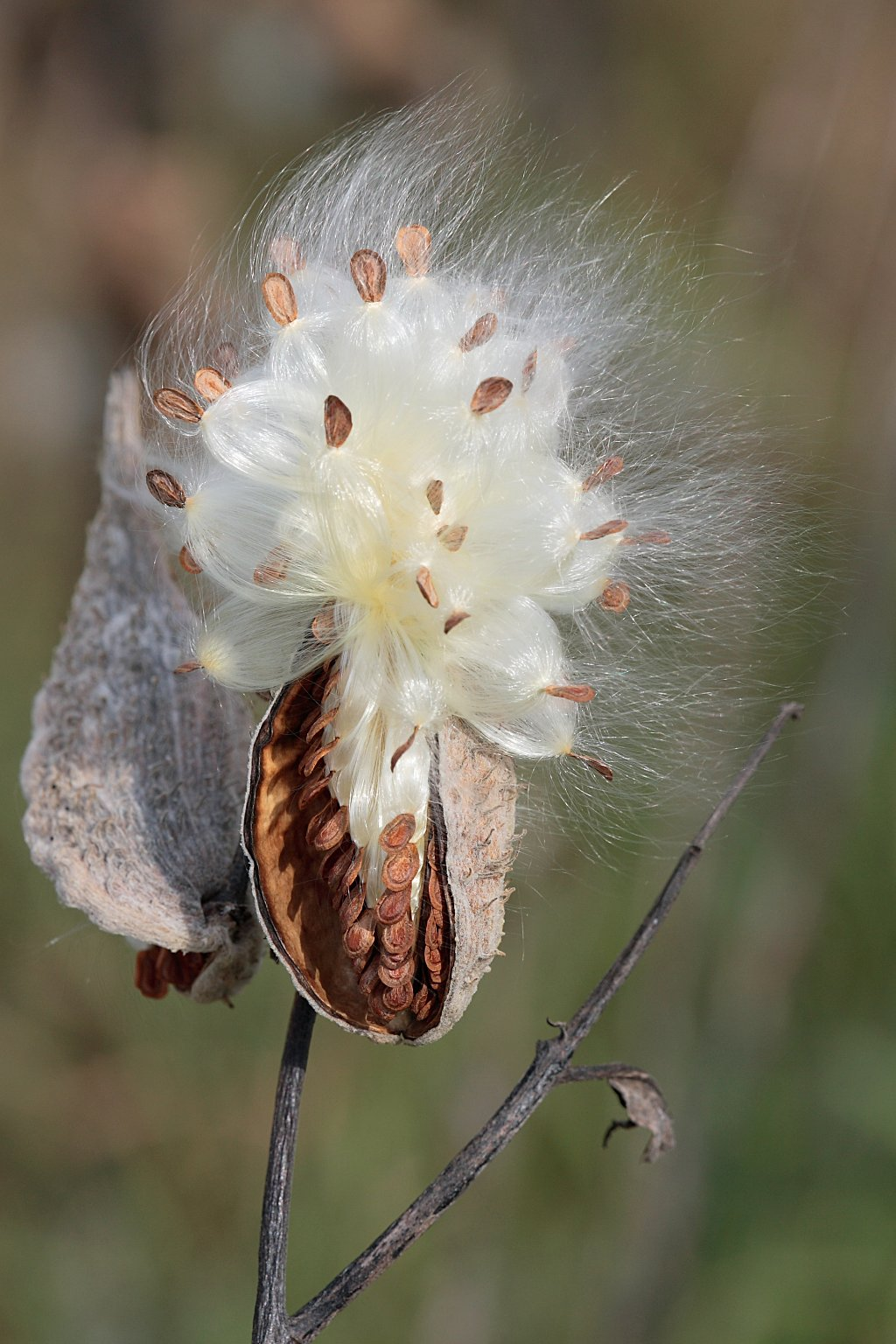
Samen der Gewöhnlichen Seidenpflanze (Asclepias syriaca)

### Erscheinungsbild und Blätter
Asclepias-Arten wachsen meist als ausdauernde, selten als einjährige krautige Pflanzen; die meisten Arten verholzen an der Basis etwas.
Meist sind die höchstens kurz gestielten Laubblätter gegenständig oder seltener stehen sie in Quirlen an den Stängeln angeordnet. Die krautigen Blattspreiten sind mit einer Länge von 2 bis 17 Zentimetern und einer Breite von 0,1 bis 3 Zentimetern linealisch, dreieckig, elliptisch oder länglich, mit gerundeter, keilförmiger oder stumpfer Spreitenbasis und spitzen oder zugespitzten oberen Enden. Die Blattflächen können kahl bis flaumig behaart sein.

### Blütenstände und Blüten
Die endständigen oder zwischen den Knoten (Nodien) entspringenden, doldenähnlichen, zymösen Blütenstände sind wenig- bis meist vielblütig. Die Blütenstandsschäfte sind meist mindestens so lang wie die Blütenstiele, manchmal fehlen sie.
Die zwittrigen Blüten sind radiärsymmetrisch und meist fünfzählig mit doppelter Blütenhülle. Die meist fünf Kelchblätter sind verwachsen und unterseits behaart oder kahl. Die meist fünf nur an ihrer Basis verwachsenen Kronblätter sind aufrecht bis zurückgeschlagen. Es ist nur ein Kreis mit fünf Staubblättern vorhanden. Die Staubfäden und der Spitzenbereich der Fruchtblätter sind zu einem so genannten Gynostegium verwachsen. Das aufrechte Gynostegium besitzt eingekrümmte, zungen-hornähnliche Anhängsel. Die zwei oberständigen Fruchtblätter sind untereinander frei.

### Früchte und Samen
Je befruchteter Blüte entstehen zwei Balgfrüchte, die meist wie zwei Hörner zusammenstehen. Die spindelförmigen Balgfrüchte besitzen ein spitzes Ende und enthalten dicht gepackt viele flache Samen, die als Flugorgane 15 bis 40 mm lange, seidige Haare besitzen (Coma) (daher der Name Seidenpflanzen).

## Ökologie
Die Blüten enthalten Nektar. Die Bestäubung erfolgt meist durch Insekten (Entomophilie).

## Systematik und Verbreitung

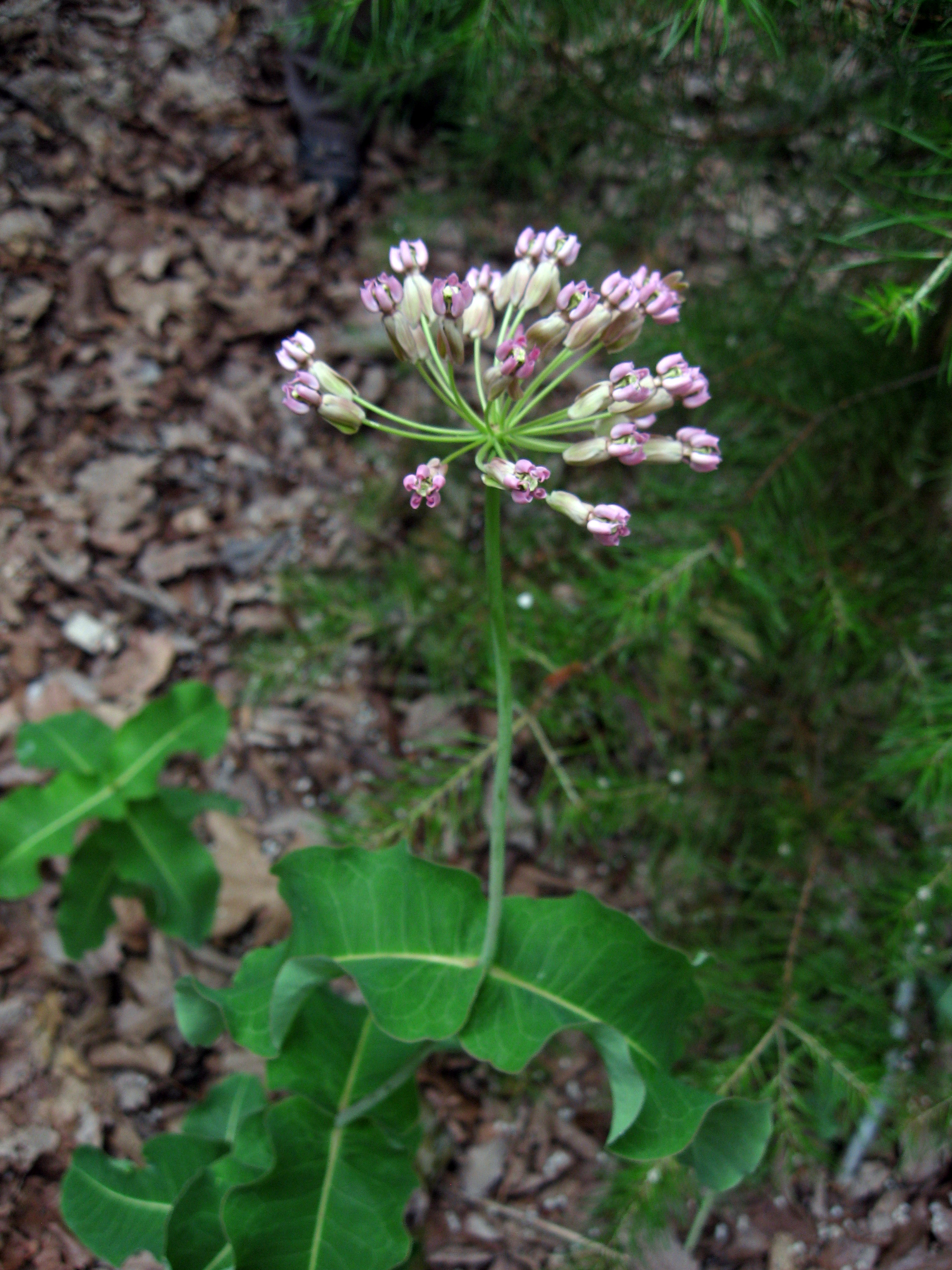
Asclepias amplexicaulis

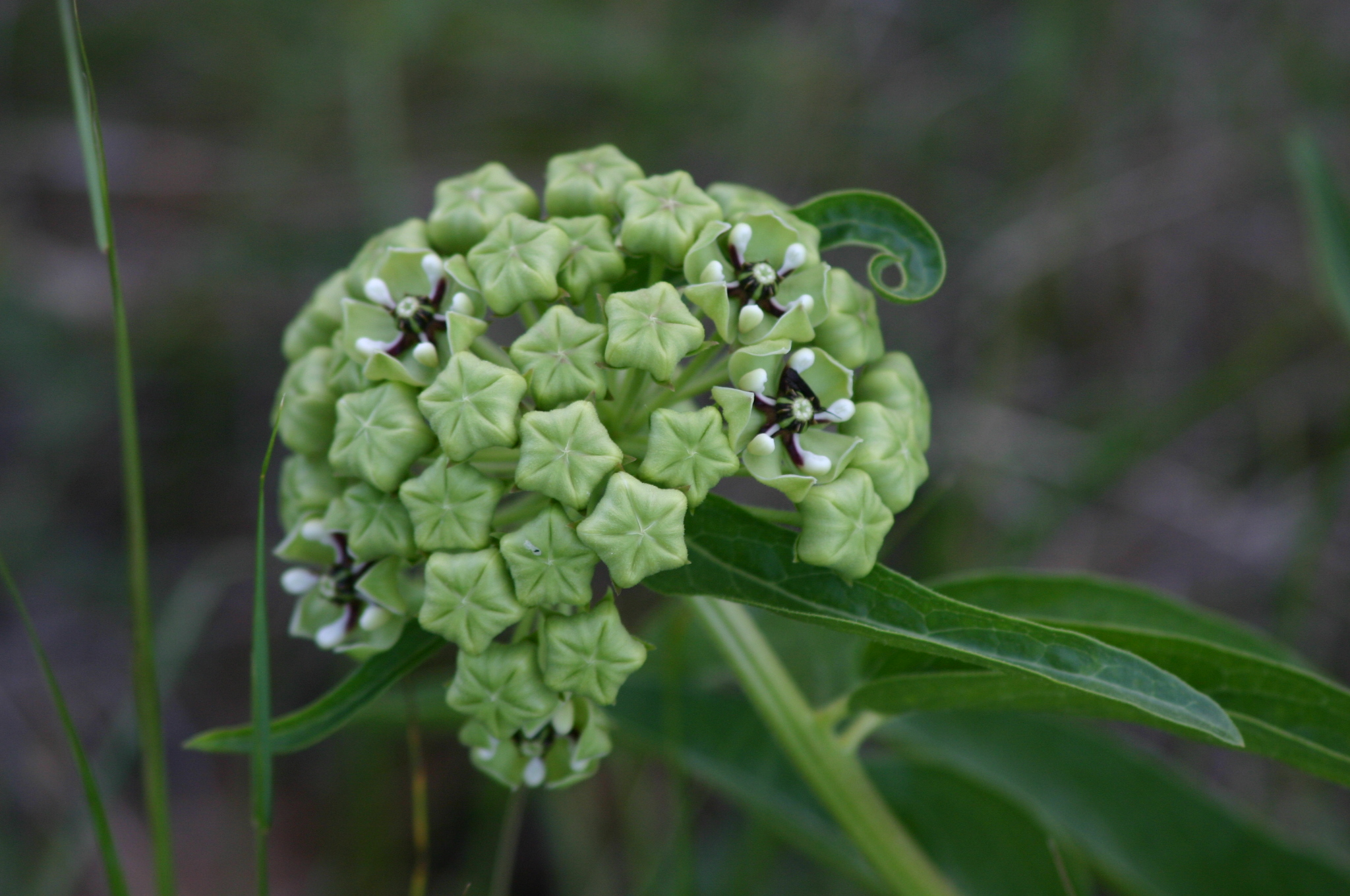
Asclepias asperula

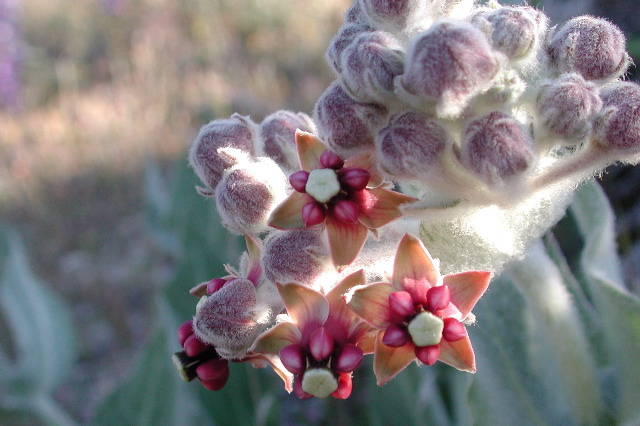
Kalifornische Seidenpflanze (Asclepias californica)

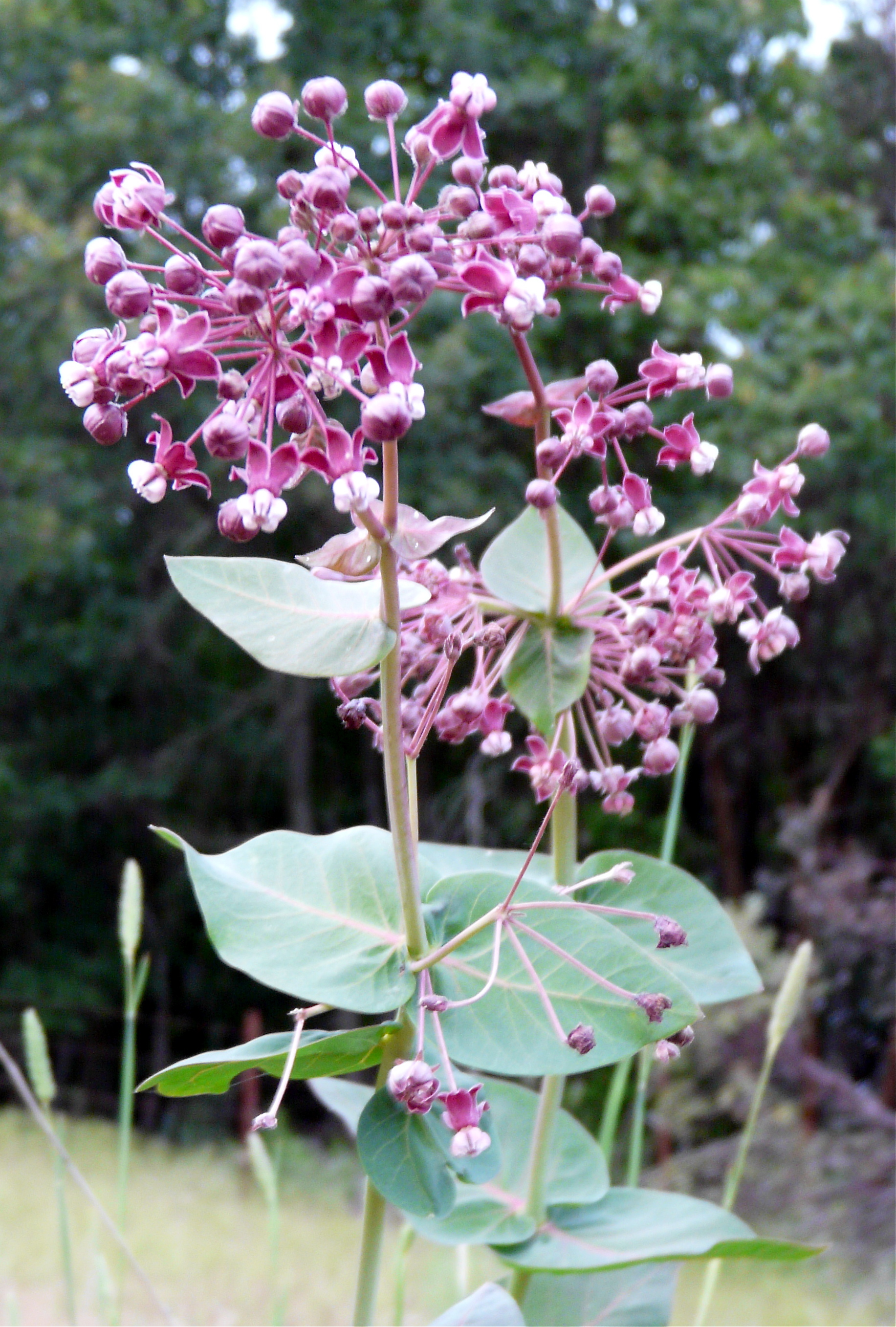
Asclepias cordifolia

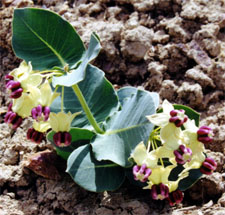
Asclepias cryptoceras

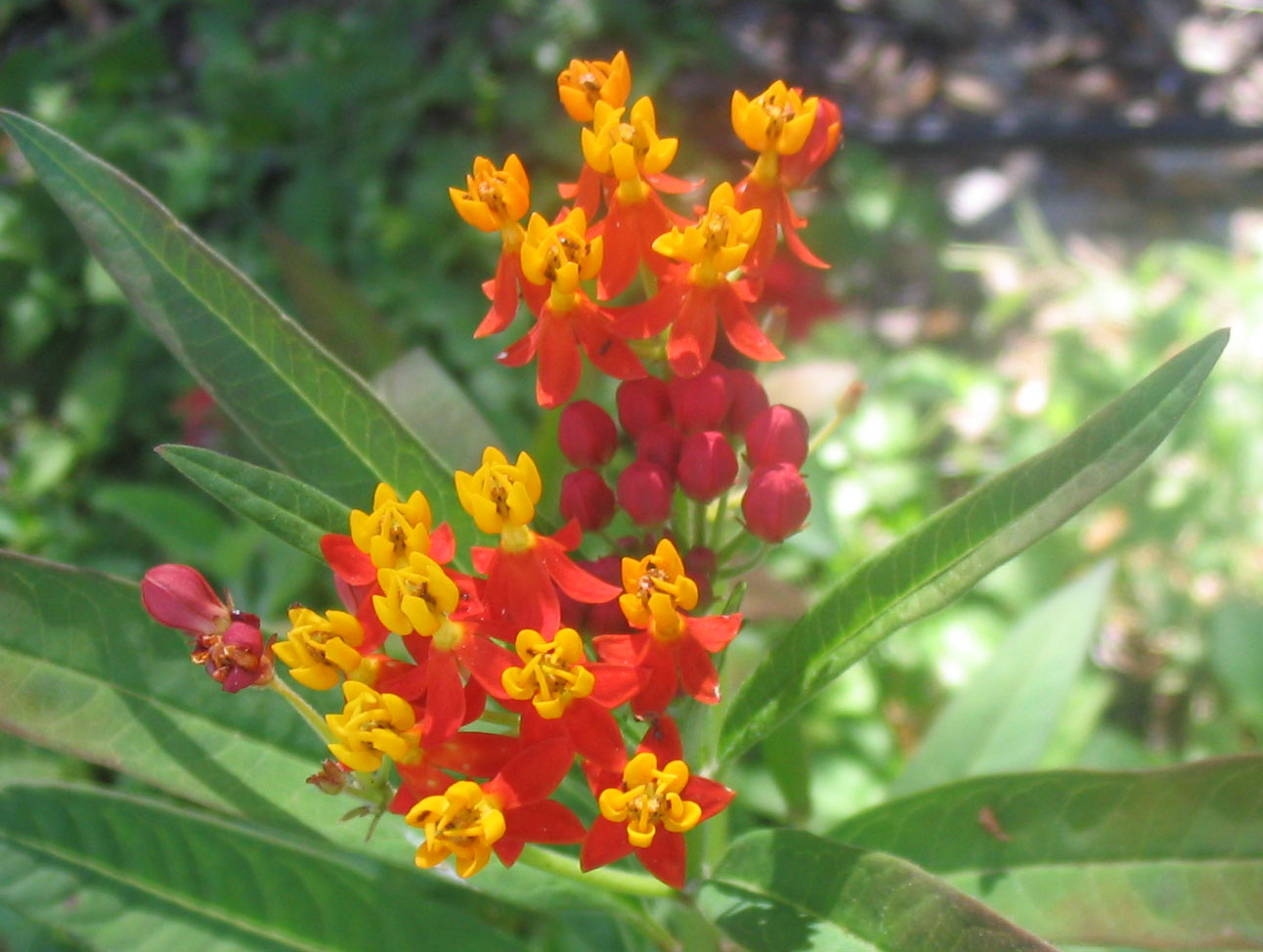
Indianer-Seidenpflanze (Asclepias curassavica)

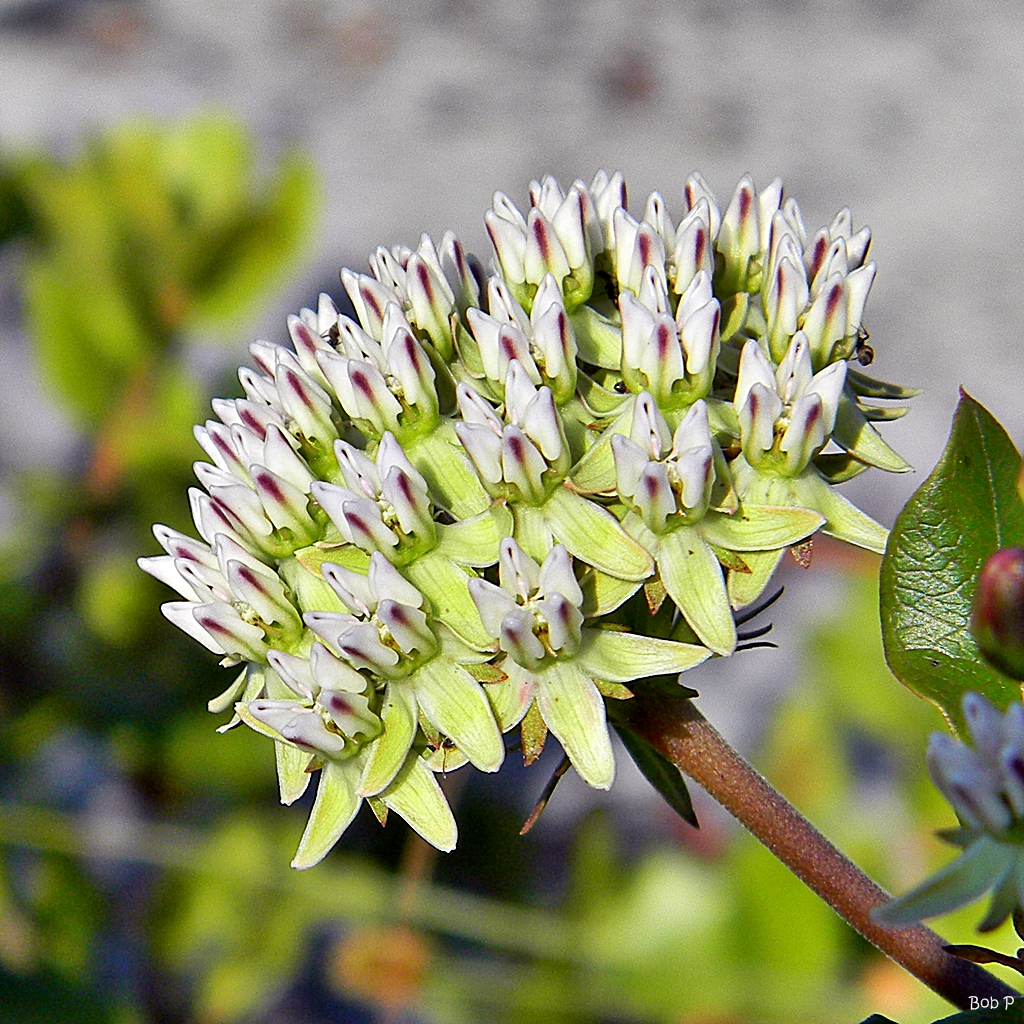
Asclepias curtissii

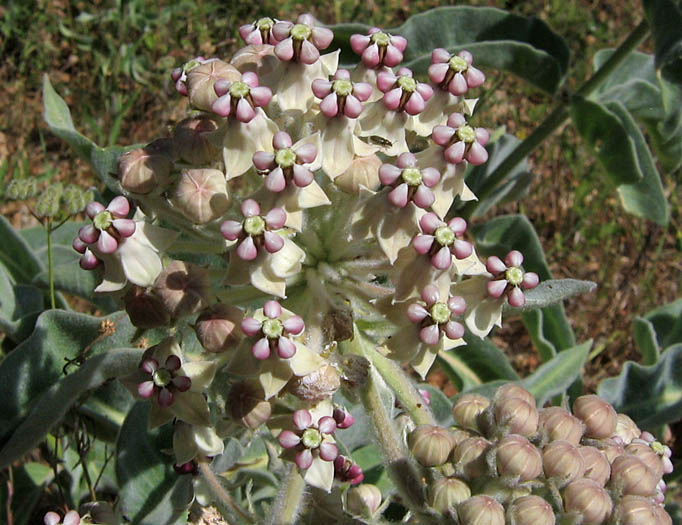
Asclepias eriocarpa

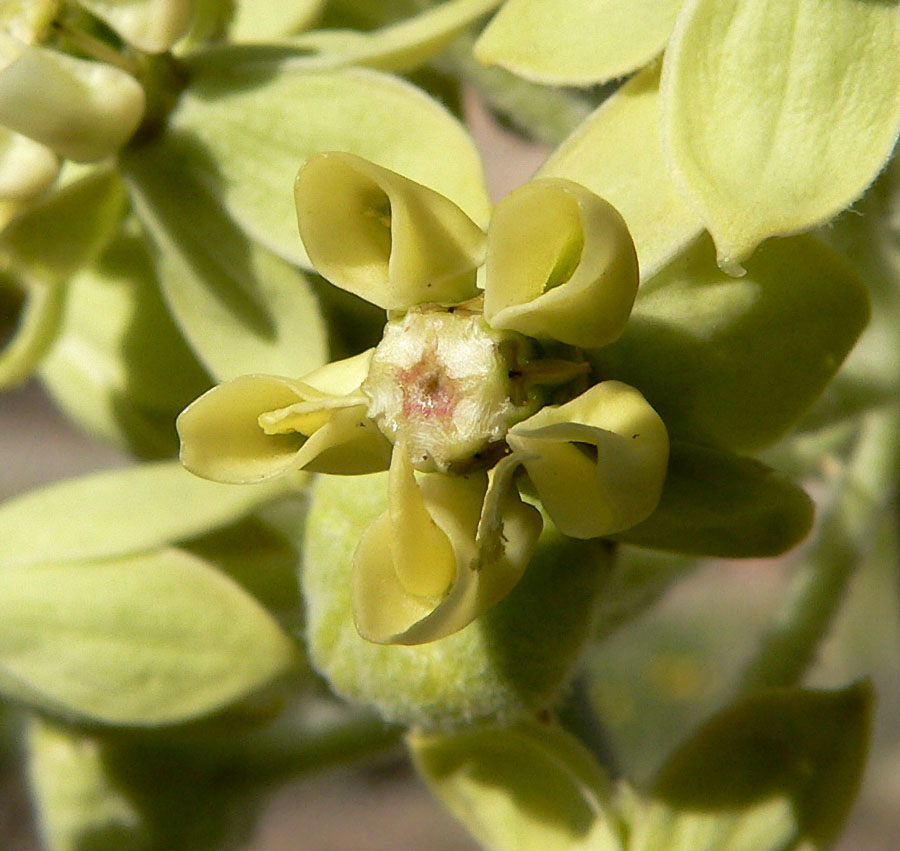
Asclepias erosa

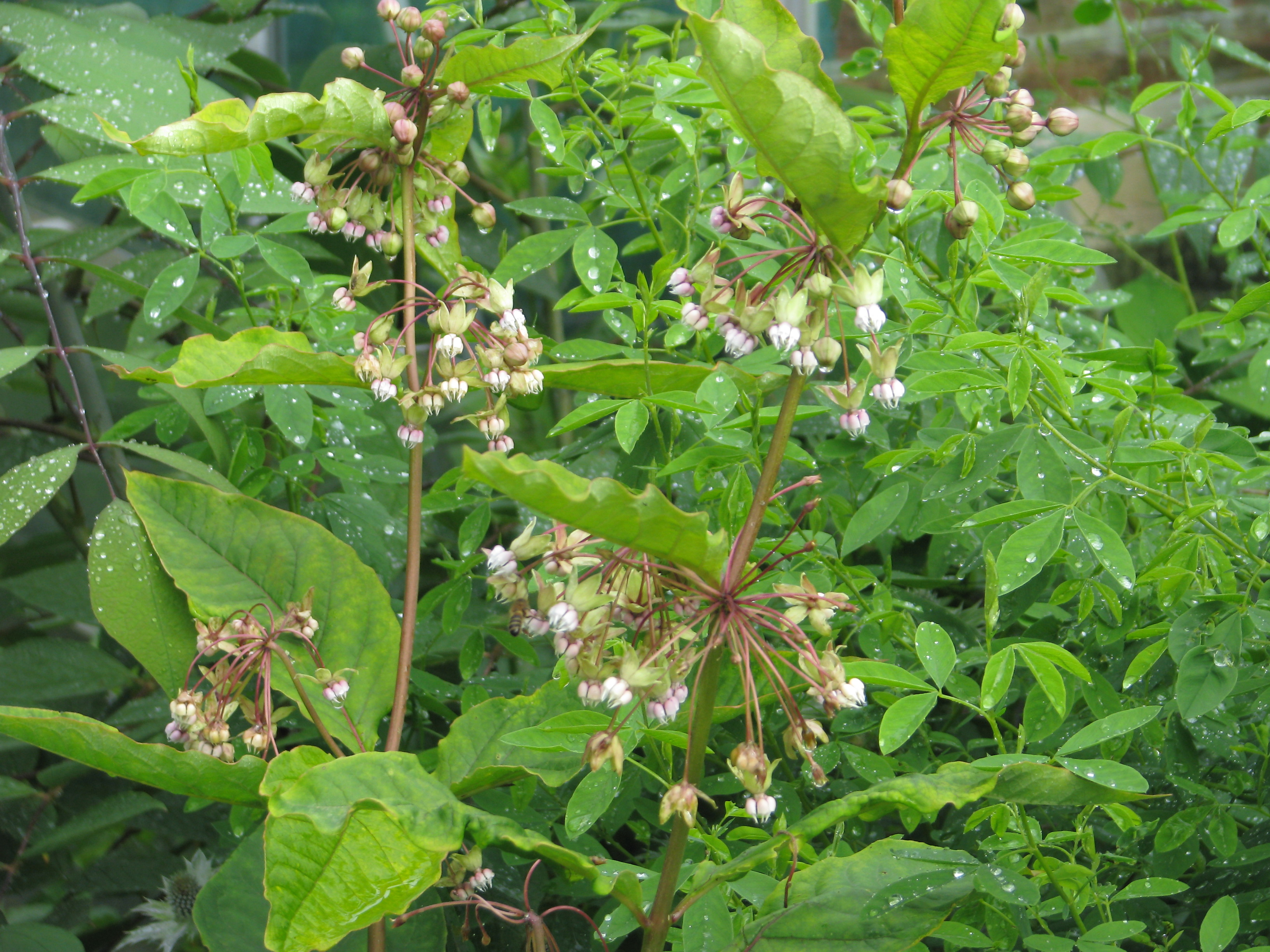
Asclepias exaltata

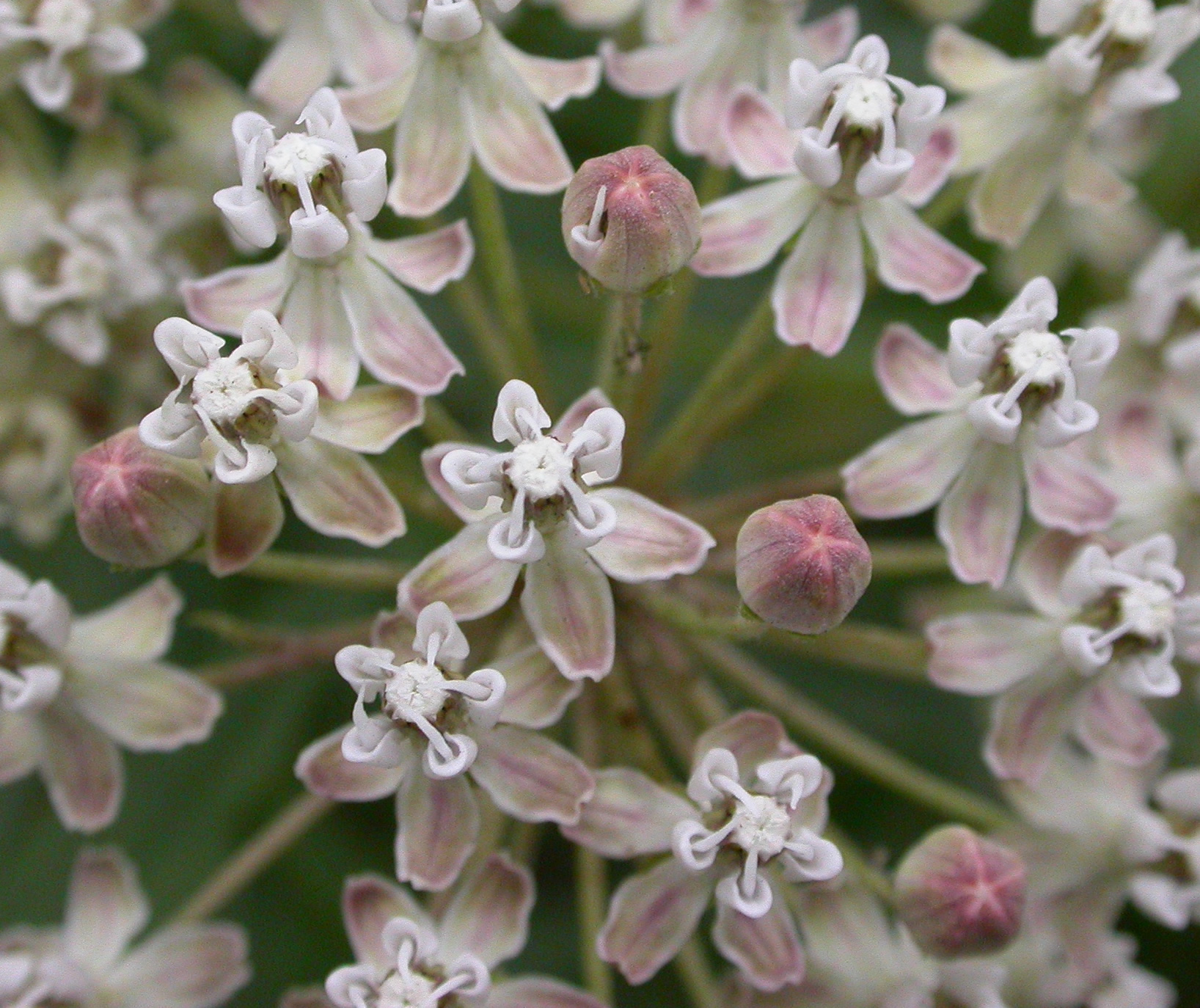
Asclepias fascicularis

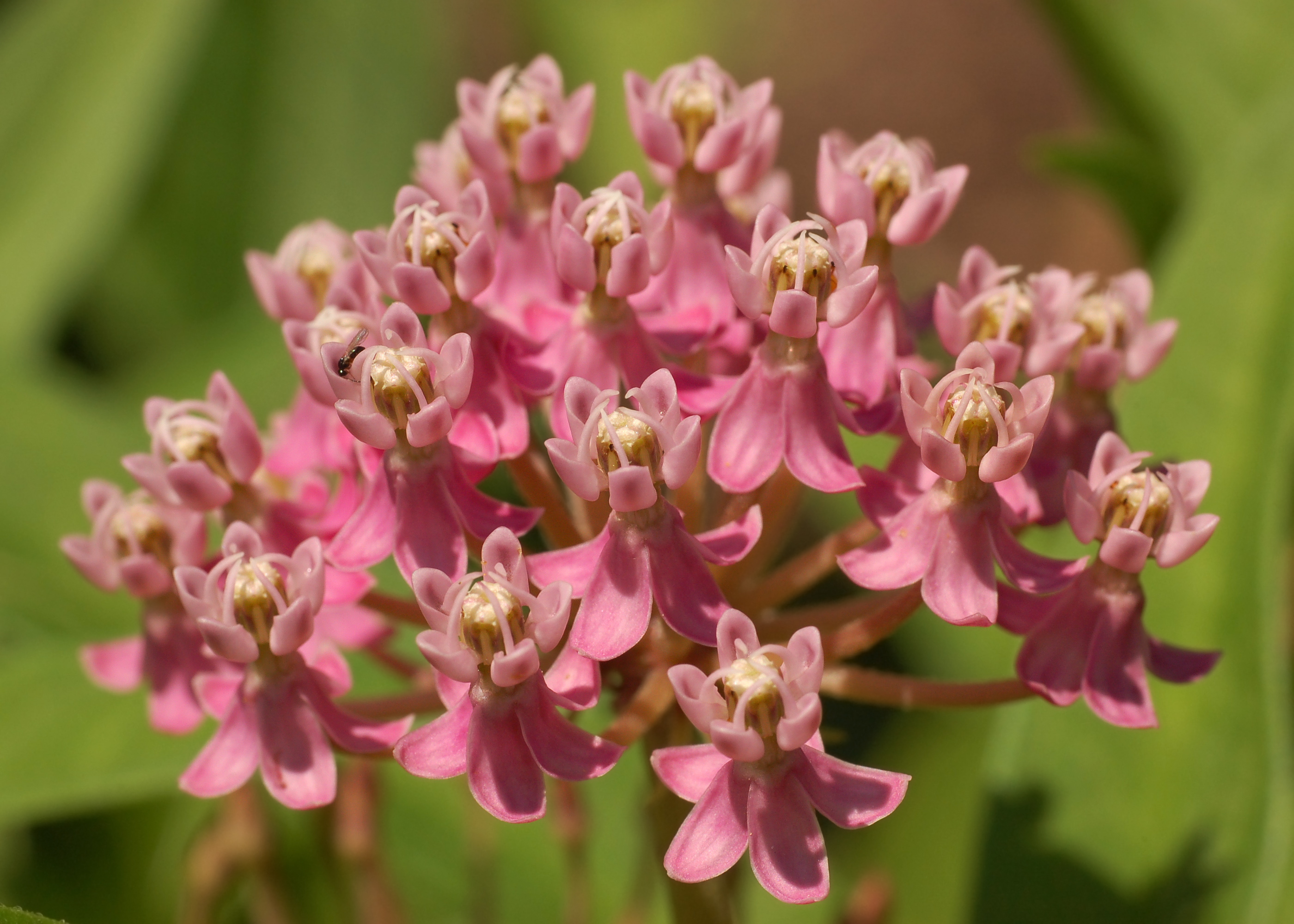
Sumpf-Seidenpflanze (Asclepias incarnata)

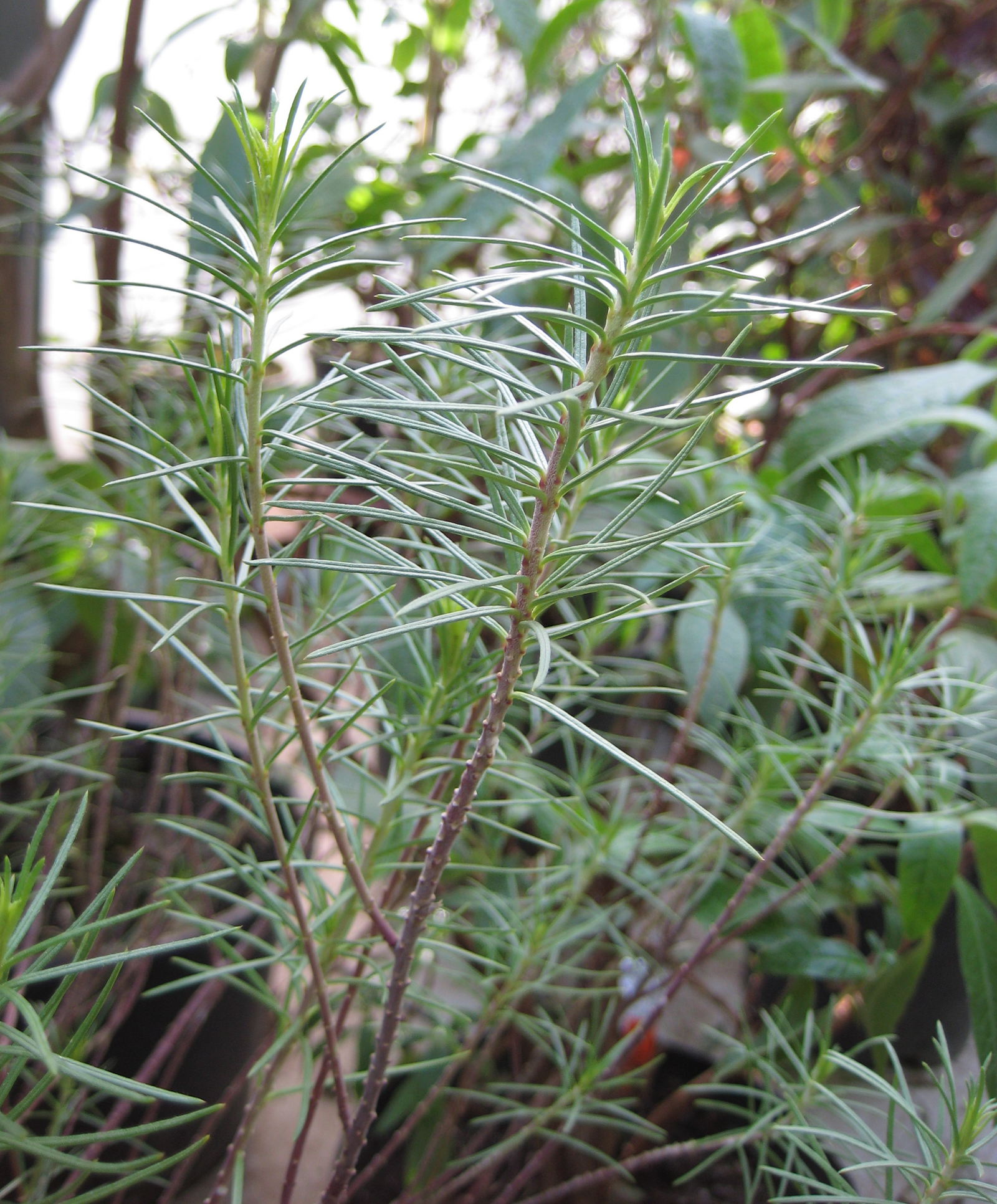
Asclepias linaria

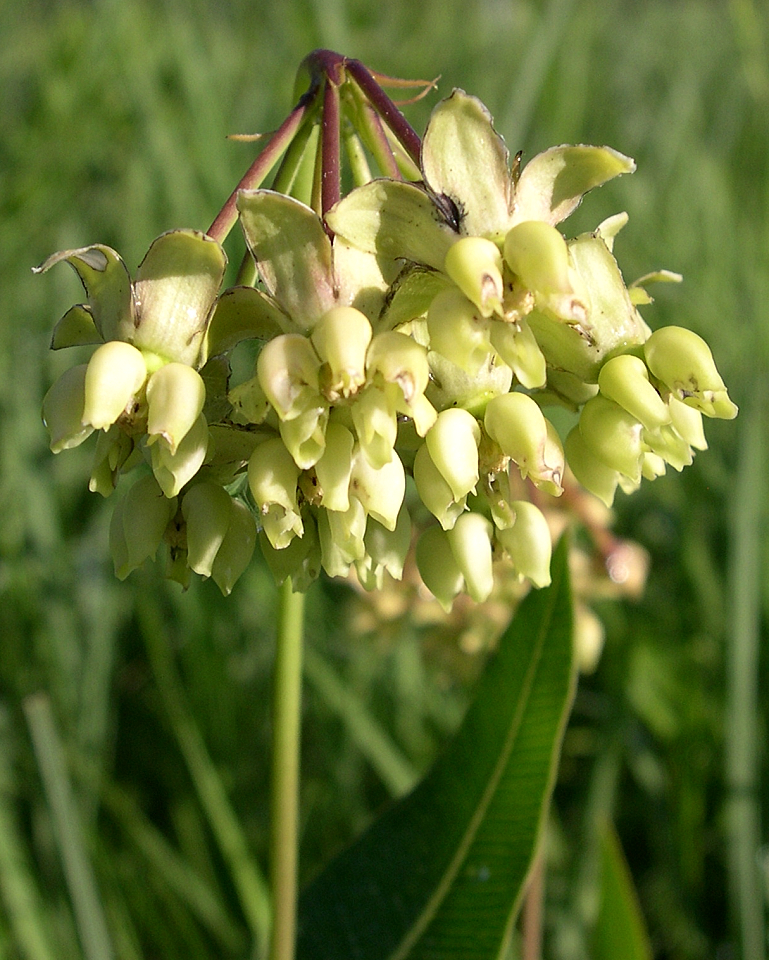
Asclepias meadii

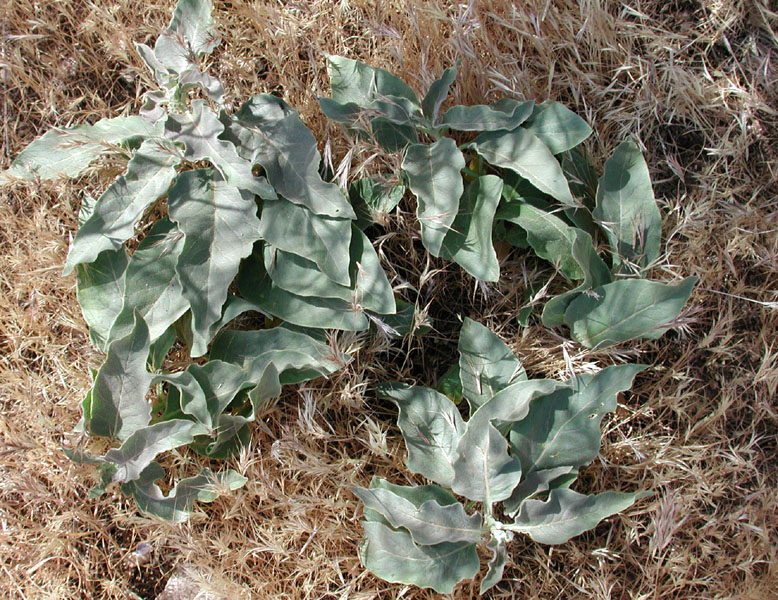
Asclepias nyctaginifolia

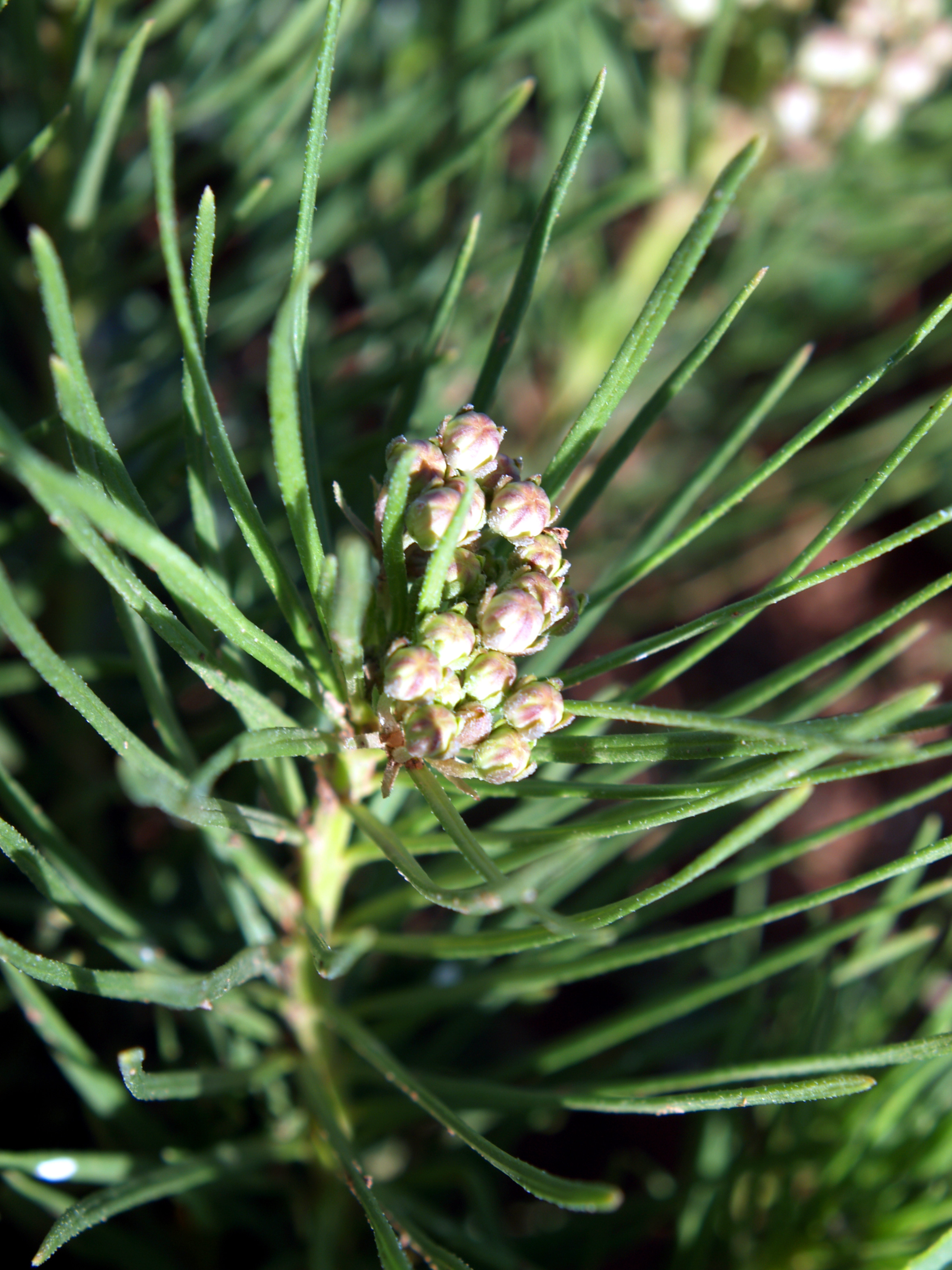
Asclepias pumila

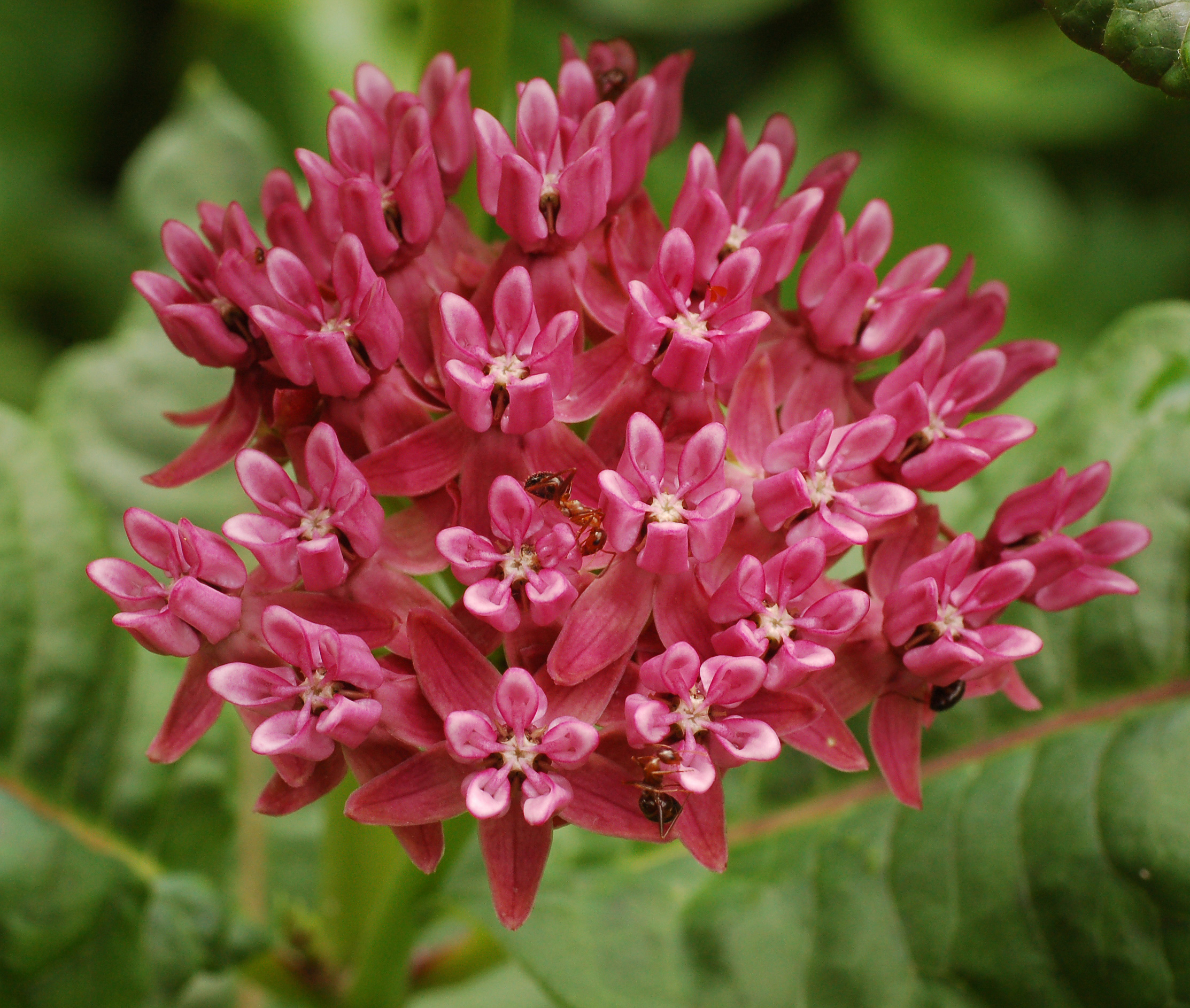
Asclepias purpurascens

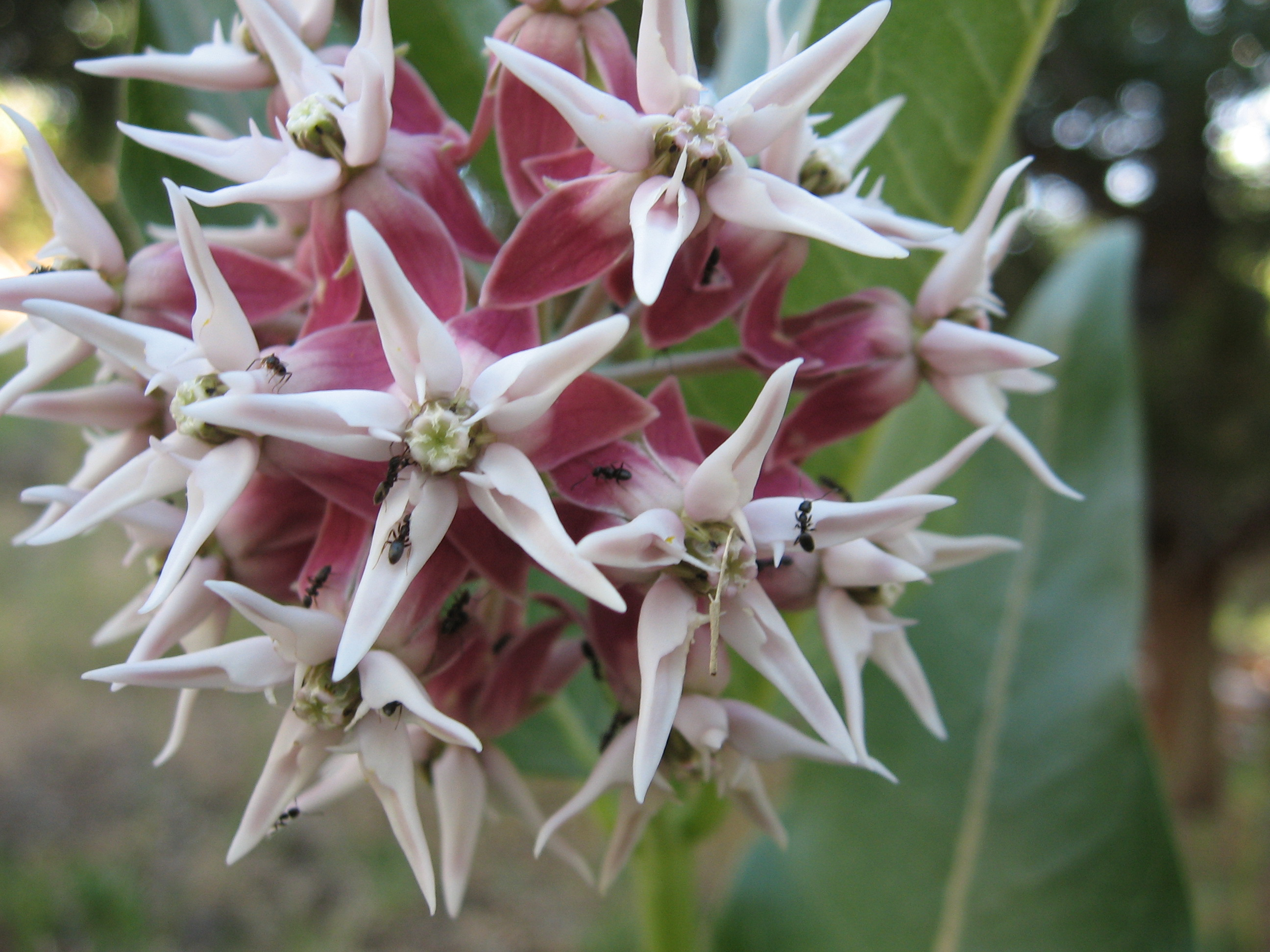
Stachlige Seidenpflanze (Asclepias speciosa)

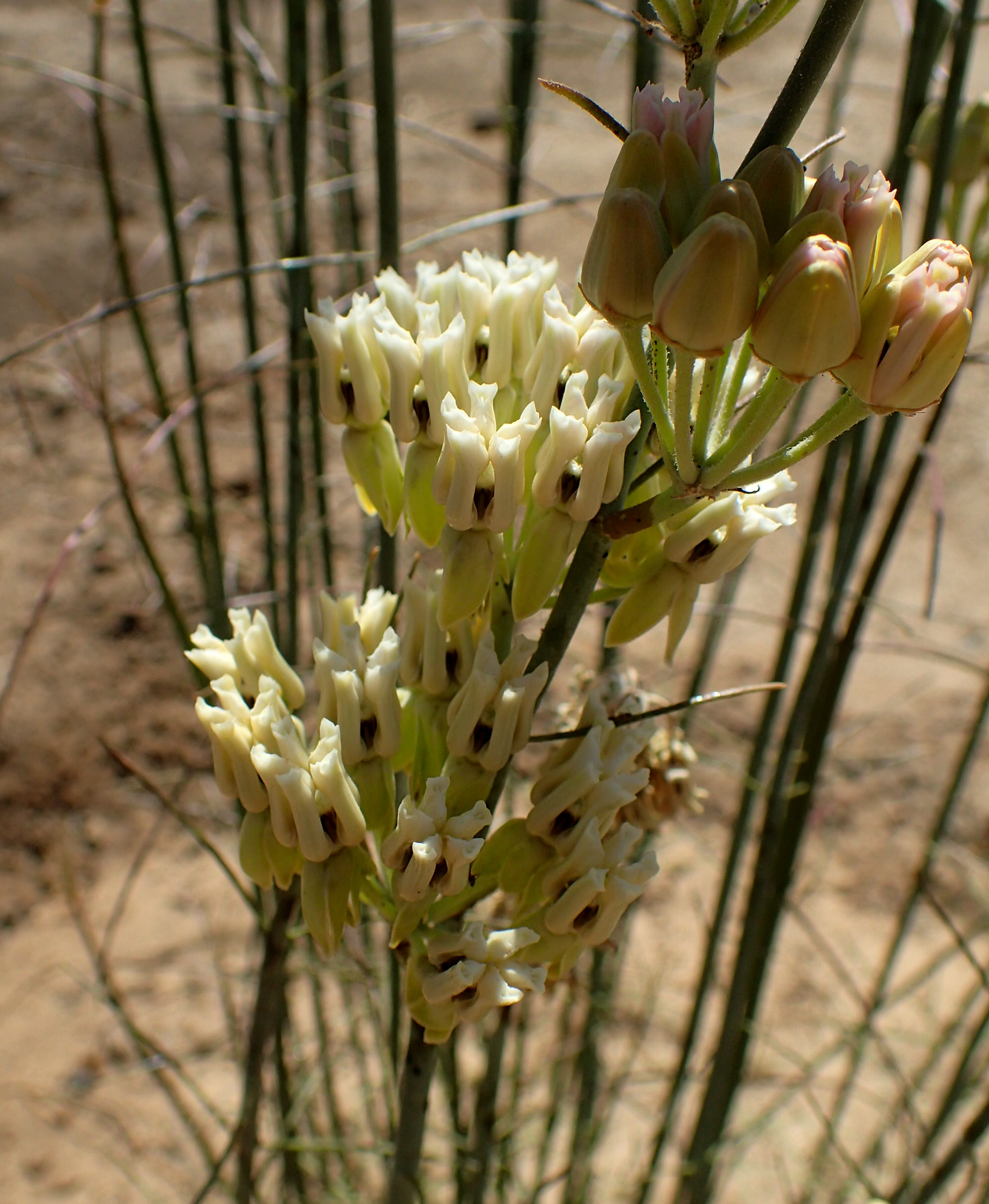
Asclepias subulata

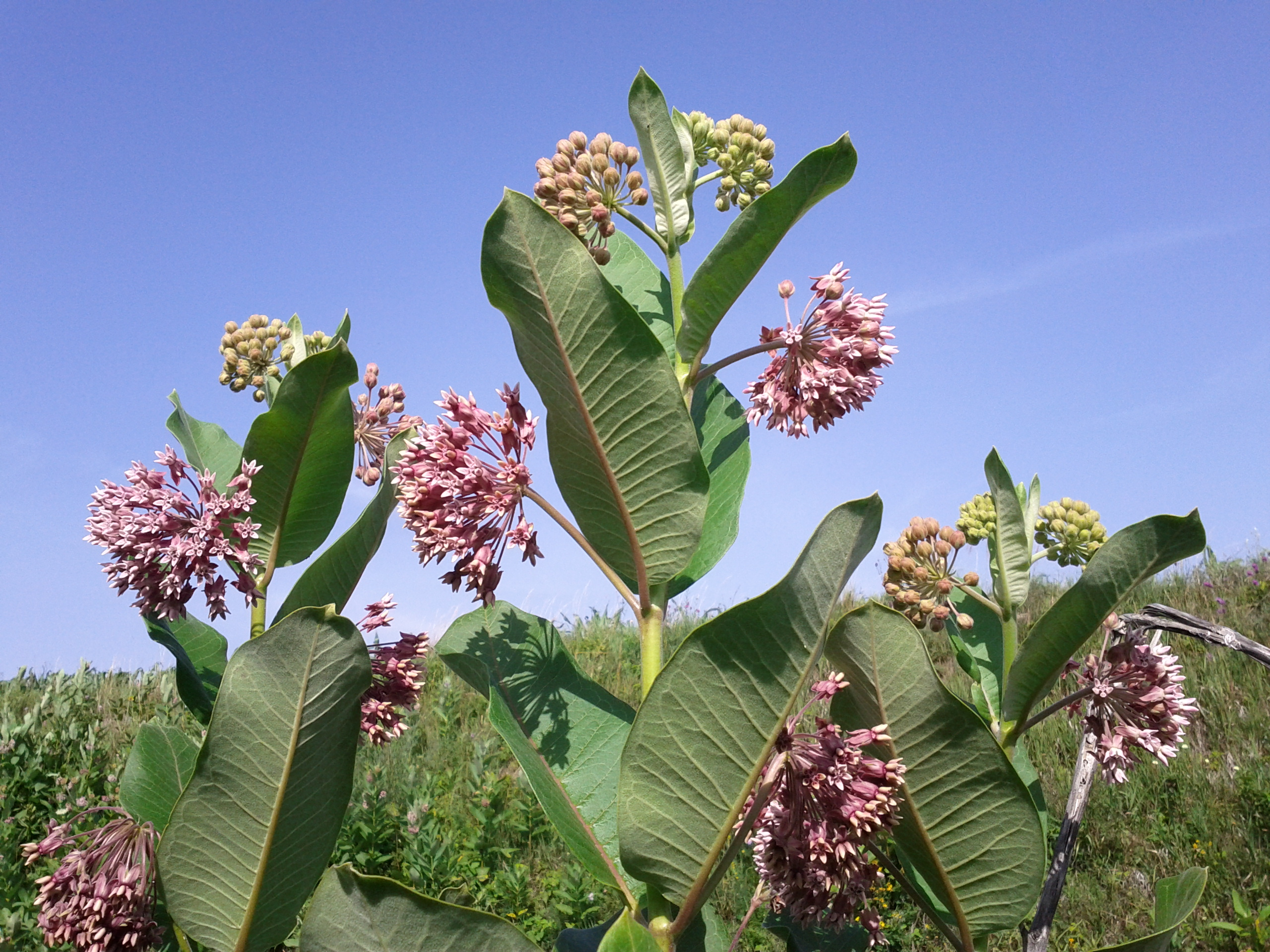
Laubblätter und Blütenstände der Gewöhnlichen Seidenpflanze (Asclepias syriaca)

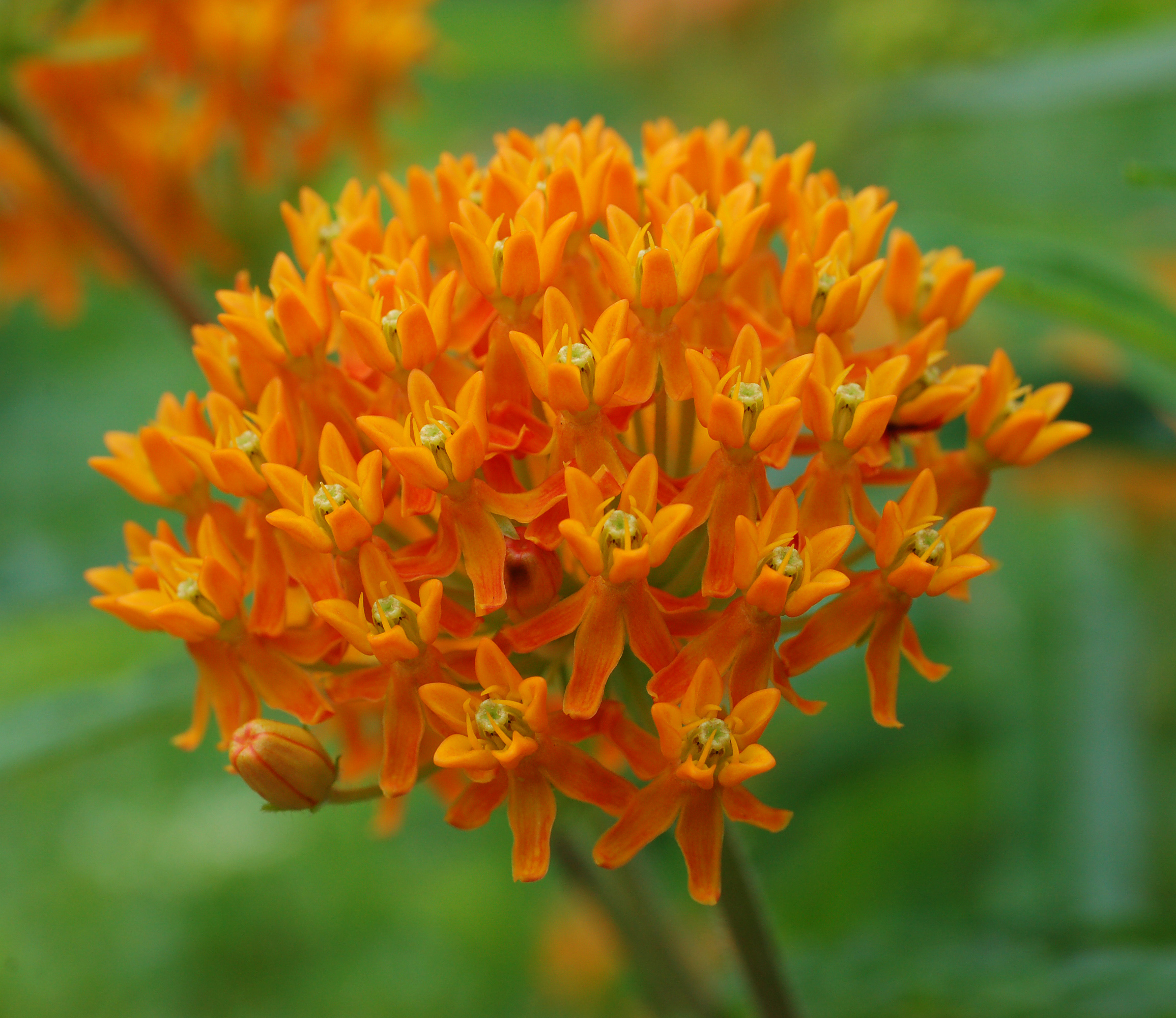
Asclepias tuberosa

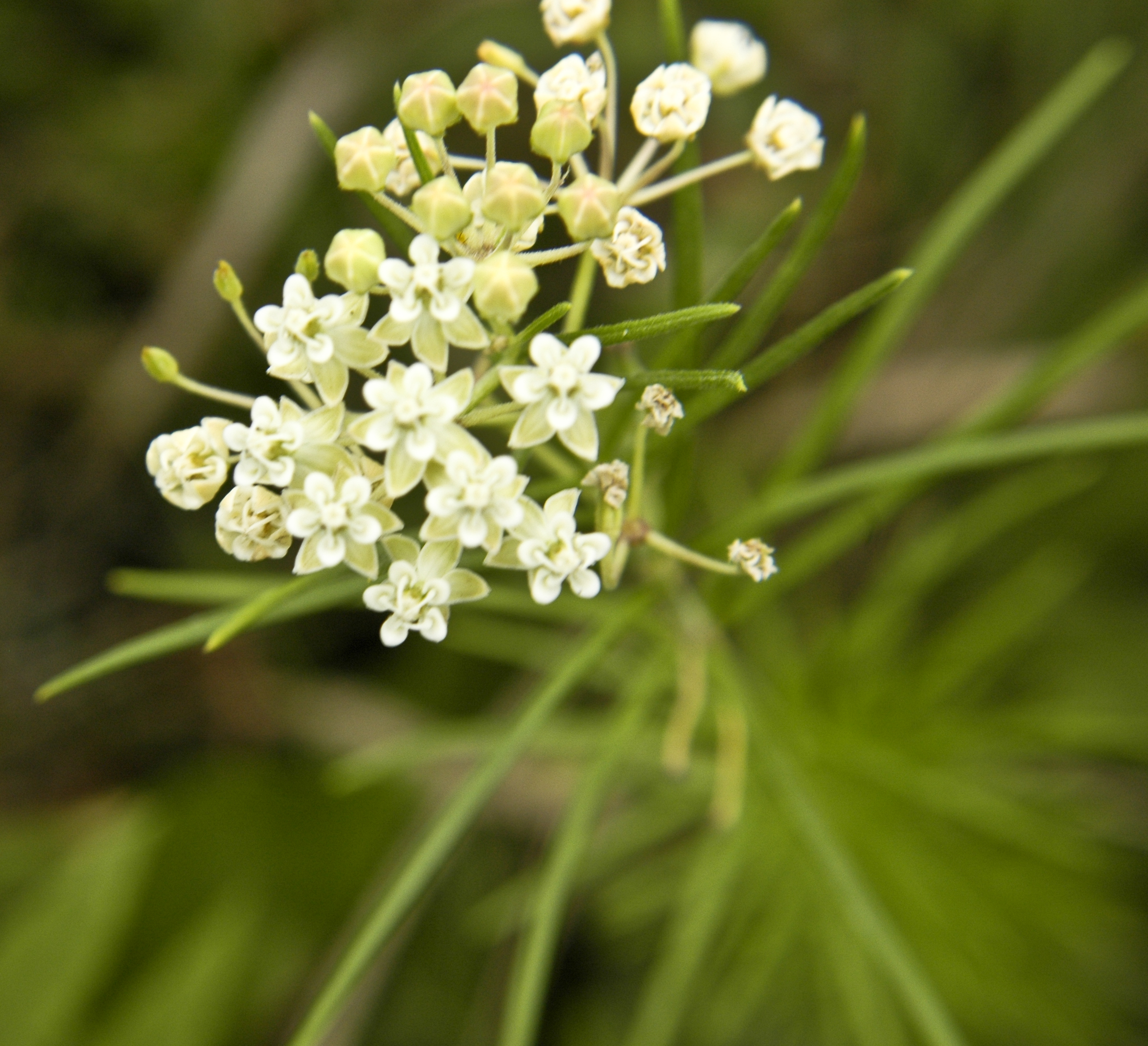
Asclepias verticillata

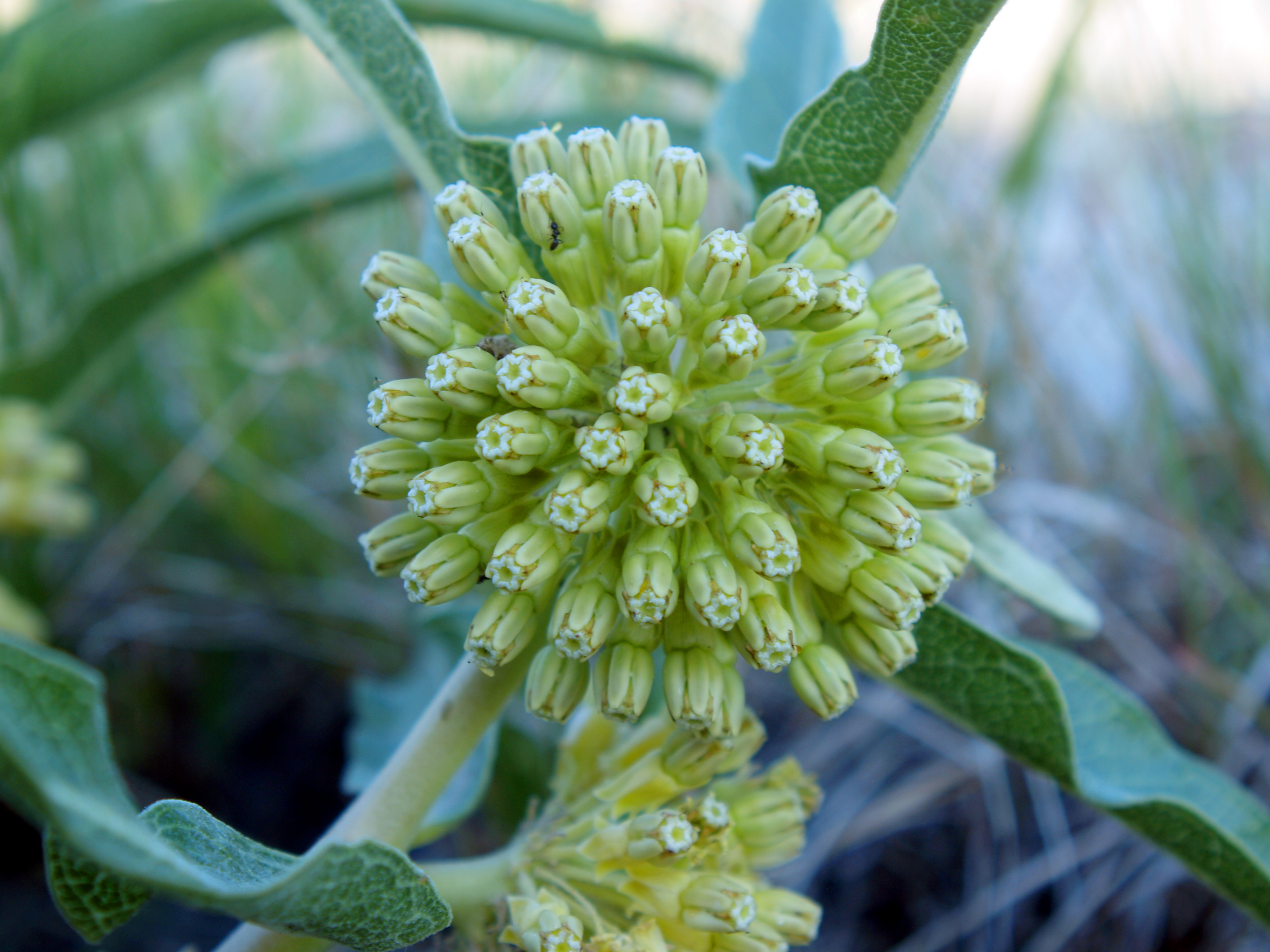
Asclepias viridiflora

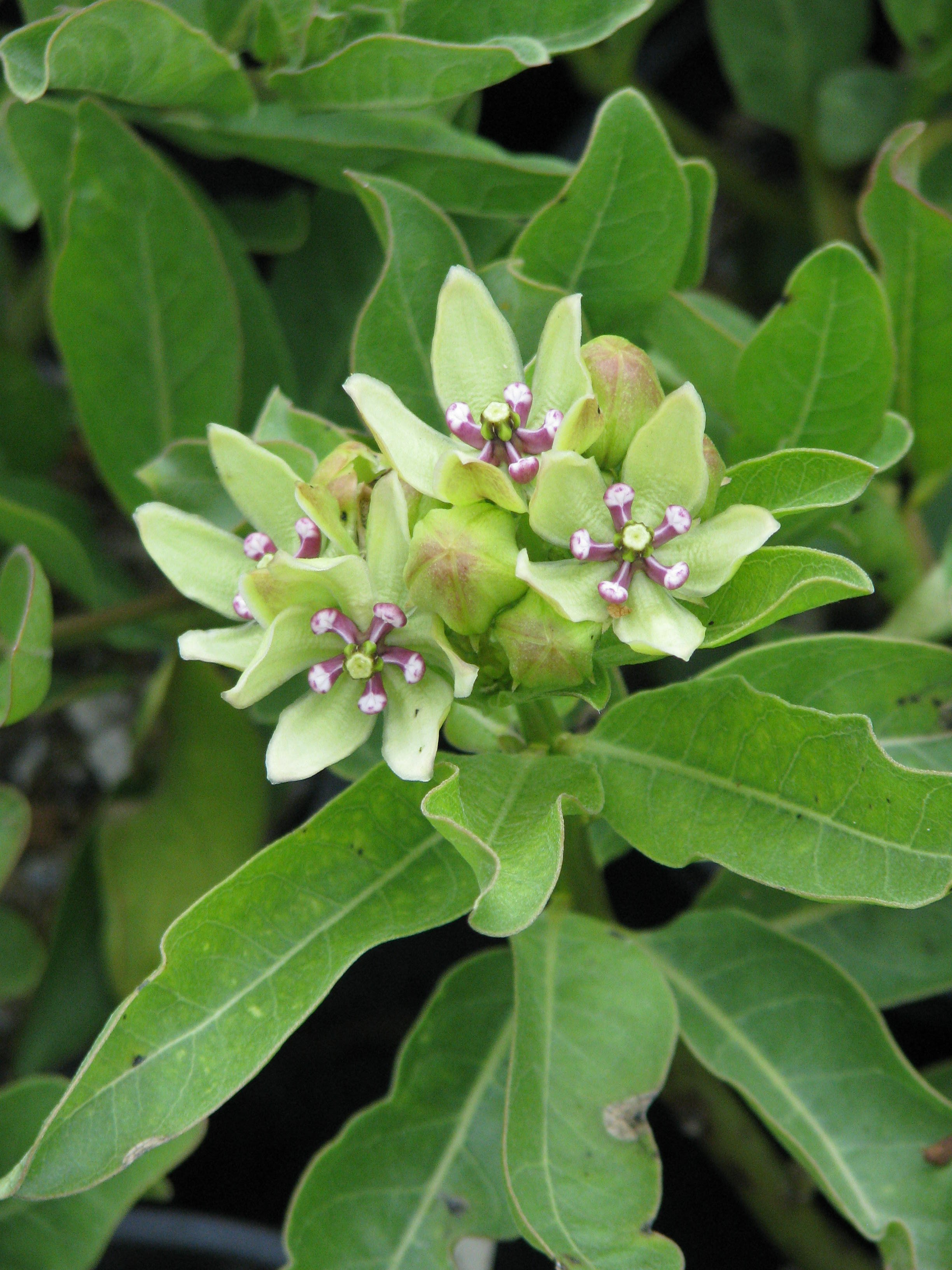
Asclepias viridis

Die Erstveröffentlichung des Gattungsnamens Asclepias erfolgte 1753 durch Carl von Linné in Species Plantarum, 1, S. 214–217. Als Lectotypus wurde in Hitchcock: Prop. Brit. Bot. 1929, S. 136, Asclepias syriaca festgelegt. Carl von Linné hat den botanischen Gattungsnamen Asclepias von Asklepios abgeleitet, dem griechischen Gott der Heilkunst, da sie häufig in der Volksmedizin verwendet wurde. Synonyme für Asclepias L. sind: Acerates Elliott, Anantherix Nutt., Asclepiodella Small, Asclepiodora A.Gray, Biventraria Small, Oxypteryx Greene, Podostemma Greene, Podostigma Elliott, Schizonotus A.Gray, Solanoa Greene.
Die Gattung Asclepias gehört zur Subtribus Asclepiadinae aus der Tribus Asclepiadeae in der Unterfamilie der Asclepiadoideae innerhalb der Familie der Apocynaceae.
Das ursprüngliche Verbreitungsgebiet der Gattung Asclepias ist hauptsächlich die Neue Welt und das tropische Afrika. Einige Arten sind in vielen Gebieten der Welt Neophyten.
Zur Gattung der Seidenpflanzen (Asclepias) gehören über 200 Arten:
- Asclepias adscendens (Schltr.) Schltr.: Sie kommt vom östlichen Simbabwe bis zum südlichen Afrika vor.[3]
- Asclepias ×aequicornu E.Fourn. = Asclepias candida × Asclepias mellodora: Sie kommt in Brasilien und im argentinischen Misiones vor.[3]
- Asclepias albens (E.Mey.) Schltr.[3]
- Asclepias albicans S.Watson[3]
- Asclepias alpestris (K.Schum.) Goyder (Syn.: Schizoglossum alpestre K.Schum.): Diese Neukombination erfolgte 2009. Dieser Endemit kommt nur im südwestlichen Tansania vor.[4][3]
- Asclepias amabilis N.E.Br.[3]
- Asclepias ameliae S.Moore[3]
- Asclepias amplexicaulis Sm.[3]
- Asclepias angustifolia Schweigg.[3]
- Asclepias apocynifolia Woodson[3]
- Asclepias arenaria Torr.[3]
- Asclepias asperula (Decne.) Woodson: Sie kommt von den westlichen und zentralen Vereinigten Staaten bis zum nördlichen Mexiko vor. Es gibt zwei Unterarten:[3]
  - Asclepias asperula (Decne.) Woodson subsp. asperula[3]
  - Asclepias asperula subsp. capricornu (Woodson) Woodson[3]
- Asclepias atroviolacea Woodson[3]
- Asclepias aurea (Schltr.) Schltr.[3]
- Asclepias auriculata Kunth[3]
- Asclepias barjoniifolia E.Fourn.[3]
- Asclepias bartlettiana Woodson[3]
- Asclepias baumii Schltr.[3]
- Asclepias bicuspis N.E.Br.[3]
- Asclepias bifida W.H.Blackw.[3]
- Asclepias boliviensis E.Fourn.[3]
- Asclepias brachystephana Engelm. ex Torr.[3]
- Asclepias bracteolata E.Fourn.[3]
- Asclepias breviantherae Goyder: Sie wurde 2009 erstbeschrieben mit zwei Unterarten:[4][3]
  - Asclepias breviantherae Goyder subsp. breviantherae: Sie kommt vom südwestlichen Tansania bis zum nördlichen Malawi vor.[4][3]
  - Asclepias breviantherae subsp. minor Goyder:[4] Dieser Endemit kommt nur auf dem Kitulo-Plateau in Tansania vor.[3]
- Asclepias brevicuspis (E.Mey.) Schltr.[3]
- Asclepias brevipes (Schltr.) Schltr.[3]
- Asclepias ×bridgesii E.Fourn.[3]
- Asclepias buchwaldii (Schltr. & K.Schum.) De Wild.[3]
- Kalifornische Seidenpflanze (Asclepias californica Greene): Es gibt zwei Unterarten:[3]
  - Asclepias californica Greene subsp. californica: Sie kommt von Kalifornien bis zum nördlichen Baja California vor.[3]
  - Asclepias californica subsp. greenei Woodson: Sie kommt nur in Kalifornien vor.[3]
- Asclepias candida Vell.[3]
- Asclepias cinerea Walter[3]
- Asclepias circinalis (Decne.) Woodson[3]
- Asclepias compressidens (N.E.Br.) Nicholas[3]
- Asclepias concinna (Schltr.) Schltr.[3]
- Asclepias connivens Baldwin ex Elliott[3]
- Asclepias constricta M.E.Jones[3]
- Asclepias conzattii Woodson[3]
- Asclepias cooperi N.E.Br.[3]
- Asclepias cordifolia (Benth.) Jeps.[3]
- Asclepias coulteri A.Gray[3]
- Asclepias crassicoronata Goyder: Sie wurde 2009 erstbeschrieben. Sie kommt vom südwestlichen Tansania bis zum nördlichen Sambia vor.[3]
- Asclepias crassinervis N.E.Br.[3]
- Asclepias crispa P.J.Bergius[3]
- Asclepias crocea Woodson[3]
- Asclepias cryptoceras S.Watson: Es gibt zwei Unterarten:[3]
  - Asclepias cryptoceras S.Watson subsp. cryptoceras: Sie kommt von Wyoming bis zu den südwestlichen Vereinigten Staaten vor.[3]
  - Asclepias cryptoceras subsp. davisii (Woodson) Woodson: Sie kommt in den westlichen Vereinigten Staaten vor.[3]
- Asclepias cucullata (Schltr.) Schltr.: Es gibt seit 2001 zwei Unterarten:[3]
  - Asclepias cucullata (Schltr.) Schltr. subsp. cucullata: Sie kommt von Simbabwe bis KwaZulu-Natal vor.[3]
  - Asclepias cucullata subsp. scabrifolia (S.Moore) Goyder: Sie kommt in Mosambik und in Simbabwe vor.[3]
- Asclepias cultriformis Harv. ex Schltr.[3]
- Indianer-Seidenpflanze (Asclepias curassavica L.)[3]
- Asclepias curtissii A.Gray[3]
- Asclepias cutleri Woodson[3]
- Asclepias densiflora N.E.Br.[3]
- Asclepias dependens (K.Schum.) N.E.Br.[3]
- Asclepias depressa (Schltr.) Schltr.[3]
- Asclepias dinteri Engl. & Krause[3]
- Asclepias disparilis N.E.Br.[3]
- Asclepias dissona N.E.Br.[3]
- Asclepias dregeana Schltr.[3]
- Asclepias edentata Goyder:[4] Sie wurde 2009 aus dem südwestlichen Tansania erstbeschrieben.[3]
- Asclepias elata Benth.[3]
- Asclepias elegantula Fishbein: Sie wurde 2008 aus dem nördlichen Mexiko erstbeschrieben.[3]
- Asclepias eminens (Harv.) Schltr.[3]
- Asclepias emoryi (Greene) Vail ex Small[3]
- Asclepias engelmanniana Woodson[3]
- Asclepias eriocarpa Benth.[3]
- Asclepias erosa Torr.[3]
- Asclepias euphorbiifolia Engelm. ex A.Gray[3]
- Asclepias exaltata L.[3]
- Asclepias expansa (E.Mey.) Schltr.[3]
- Asclepias fallax (Schltr.) Schltr.[3]
- Asclepias fascicularis Decne.[3]
- Asclepias feayi Chapm. ex A.Gray[3]
- Asclepias fimbriata Weim.[3]
- Asclepias flanaganii Schltr.[3]
- Asclepias flexuosa (E.Mey. ex Decne.) Schltr.[3]
- Asclepias foliosa (K.Schum.) Hiern[3]
- Asclepias fournieri Woodson[3]
- Asclepias fulva N.E.Br.[3]
- Asclepias galeottii E.Fourn.[3]
- Asclepias gentryi Standl.[3]
- Asclepias gibba (E.Mey.) Schltr.: Es gibt zwei Varietäten, die beide im südlichen Afrika vorkommen:[3]
  - Asclepias gibba (E.Mey.) Schltr. var. gibba[3]
  - Asclepias gibba var. media N.E.Br.[3]
- Asclepias glaucescens Kunth[3]
- Asclepias gordon-grayae Nicholas[3]
- Asclepias graminifolia (Wild) Goyder: Diese Neukombination erfolgte 2009. Sie kommt nur in Simbabwe vor.[3]
- Asclepias grandirandii Goyder: Sie wurde 2009 erstbeschrieben und kommt vom westlichen Tansania bis zum nordöstlichen Sambia vor.[4][3]
- Asclepias hallii A.Gray[3]
- Asclepias hirtella (Pennell) Woodson[5][3]
- Asclepias humilis (E.Mey.) Schltr.[3]
- Asclepias humistrata Walter[3]
- Asclepias hypoleuca (A.Gray) Woodson[3]
- Asclepias inaequalis Goyder: Sie wurde 2009 aus dem südwestlichen Tansania erstbeschrieben.[4][3]
- Sumpf-Seidenpflanze (Asclepias incarnata L.): Sie kommt vom zentralen und östlichen Kanada bis zu den westlich-zentralen und östlichen Vereinigten Staaten vor. Es gibt zwei Unterarten:[3]
  - Asclepias incarnata L. subsp. incarnata: [3]
  - Asclepias incarnata subsp. pulchra (Ehrh. ex Willd.) Woodson[3]
- Asclepias involucrata Engelm. ex Torr.[3]
- Asclepias jaliscana B.L.Rob.[3]
- Asclepias jorgeana Fishbein & S.P.Lynch[3]
- Asclepias kamerunensis Schltr.[3]
- Asclepias ×kansana Vail[3]
- Asclepias labriformis M.E.Jones[3]
- Asclepias lanceolata Walter[3]
- Asclepias langsdorffii E.Fourn.[3]
- Asclepias lanuginosa Nutt.[3]
- Asclepias latifolia (Torr.) Raf.[3]
- Asclepias lemmonii A.Gray[3]
- Asclepias leptopus I.M.Johnst.[3]
- Asclepias linaria Cav.[3]
- Asclepias linearis Scheele[3]
- Asclepias longifolia Michx.[5][3]
- Asclepias longirostra Goyder: Sie wurde 2009 aus Malawi erstbeschrieben.[4][3]
- Asclepias longissima (K.Schum.) N.E.Br.[3]
- Asclepias lynchiana Fishbein[3]
- Asclepias macropus (Schltr.) Schltr.[3]
- Asclepias macrotis Torr.[3]
- Asclepias masonii Woodson[3]
- Asclepias mcvaughii Woodson[3]
- Asclepias meadii Torr. ex A.Gray[3]
- Asclepias melantha Decne.[3]
- Asclepias meliodora (Schltr.) Schltr.[3]
- Asclepias mellodora A.St.-Hil.[3]
- Asclepias mexicana Cav.[3]
- Asclepias meyeriana (Schltr.) Schltr.[3]
- Asclepias michauxii Decne.[4][3]
- Asclepias minor (S.Moore) Goyder[4][3]
- Asclepias minutiflora (Goyder) Goyder: Diese Neukombination erfolgte 2009.[4][3]
- Asclepias mirifica Woodson[3]
- Asclepias montevaga M.Glen, Nicholas & Bester[3]
- Asclepias monticola N.E.Br.[3]
- Asclepias mtorwiensis Goyder: Sie wurde 2009 erstbeschrieben.[4] Dieser Endemit kommt nur in den Kipengere Bergen in Tansania vor.[3]
- Asclepias nana I.Verd.[3]
- Asclepias navicularis (E.Mey.) Schltr.[3]
- Asclepias nivea L.: Es gibt zwei Varietäten:[3]
  - Asclepias nivea var. intermedia Schltr.[3]
  - Asclepias nivea L. var. nivea[3]
- Asclepias nummularia Torr.[3]
- Asclepias nummularioides W.D.Stevens[3]
- Asclepias nuttii N.E.Br.[3]
- Asclepias nyctaginifolia A.Gray[3]
- Asclepias obovata Elliott[3]
- Asclepias occidentalis Goyder: Sie wurde 2009 aus dem westlich-zentralen tropischen Afrika erstbeschrieben.[4][3]
- Asclepias oenotheroides Schltdl. & Cham.[3]
- Asclepias oreophila Nicholas ex Hilliard & B.L.Burtt[3]
- Asclepias otarioides E.Fourn.[3]
- Asclepias ovalifolia Decne.[3]
- Asclepias ovata M.Martens & Galeotti[3]
- Asclepias palustris (K.Schum.) Schltr.[3]
- Asclepias patens N.E.Br.[3]
- Asclepias pedicellata Walter[3]
- Asclepias pellucida E.Fourn.[3]
- Asclepias peltigera (E.Mey.) Schltr.[3]
- Asclepias perennis Walter[3]
- Asclepias pilgeriana Schltr.[3]
- Asclepias praemorsa Schltr.[3]
- Asclepias pratensis Benth.[3]
- Asclepias pringlei (Greenm.) Woodson[3]
- Asclepias prostrata W.H.Blackw.[3]
- Asclepias pseudoamabilis Goyder: Sie wurde 2009 aus dem westlichen Tansania erstbeschrieben.[4][3]
- Asclepias pseudofimbriata (Goyder) Goyder: Diese Neukombination erfolgte 2009. Sie kommt nur in Äthiopien vor.[4][3]
- Asclepias pseudorubricaulis Woodson[3]
- Asclepias puberula A.Gray[3]
- Asclepias pumila (A.Gray) Vail[3]
- Asclepias purpurascens L.[3]
- Asclepias pygmaea N.E.Br.[3]
- Asclepias quadrifolia Jacq.[3]
- Asclepias quinquedentata A.Gray[3]
- Asclepias randii S.Moore[3]
- Asclepias rara N.E.Br.[3]
- Asclepias rubra L.[3]
- Asclepias rusbyi (Vail) Woodson[3]
- Asclepias scaposa Vail[3]
- Asclepias scheryi Woodson[3]
- Asclepias schlechteri (K.Schum.) N.E.Br.[3]
- Asclepias schumanniana Hiern[3]
- Asclepias senecionifolia M.E.Jones[3]
- Asclepias shabaensis (Goyder) Goyder: Diese Neukombination erfolgte 2009. Sie kommt nur in Zaire vor.[4][3]
- Asclepias similis Hemsl.[3]
- Asclepias solanoana Woodson[3]
- Asclepias solstitialis A.Chev.[3]
- Stachlige Seidenpflanze (Asclepias speciosa Torr.)[3]
- Asclepias sperryi Woodson[3]
- Asclepias sphacelata (K.Schum.) N.E.Br.[3]
- Asclepias standleyi Woodson[3]
- Asclepias stathmostelmoides Goyder: Sie wurde 2009 erstbeschrieben und kommt von Burundi bis zum tropischen südlichen Afrika vor.[4][3]
- Asclepias stellifera Schltr.[3]
- Asclepias stenophylla A.Gray[3]
- Asclepias subaphylla Woodson[3]
- Asclepias subulata Decne.[3]
- Asclepias subverticillata (A.Gray) Vail[3]
- Asclepias subviridis S.Moore[3]
- Asclepias sullivantii Engelm. ex A.Gray[3]
- Gewöhnliche Seidenpflanze (Asclepias syriaca L.)[3]
- Asclepias tanganyikensis E.A.Bruce[3]
- Asclepias texana A.Heller[3]
- Asclepias tomentosa Elliott[3]
- Asclepias tuberosa L.: Sie kommt im südöstlichen Kanada, in den Vereinigten Staaten und im nördlichen Mexiko vor. Es gibt drei Unterarten:[3]
  - Asclepias tuberosa subsp. interior Woodson (Syn.: Asclepias tuberosa subsp. terminalis Woodson)[3]
  - Asclepias tuberosa subsp. rolfsii (Britton ex Vail) Woodson[3]
  - Asclepias tuberosa L. subsp. tuberosa[3]
- Asclepias ulophylla Schltr.[3]
- Asclepias uncialis Greene: Sie kommt in den westlich-zentralen und den südlich-zentralen Vereinigten Staaten vor. Es gibt zwei Unterarten:[3]
  - Asclepias uncialis subsp. ruthiae (Maguire) J.T.Kartesz & Gandhi[3]
  - Asclepias uncialis Greene subsp. uncialis[3]
- Asclepias variegata L.[3]
- Asclepias velutina (Schltr.) Schltr.[3]
- Asclepias verticillata L.[3]
- Asclepias vestita Hook. & Arn.: Die zwei Unterarten kommen nur in Kalifornien vor:[3]
  - Asclepias vestita subsp. parishii (Jeps.) Woodson[3]
  - Asclepias vestita Hook. & Arn. subsp. vestita[3]
- Asclepias vicaria N.E.Br.[3]
- Asclepias vinosa (E.Fourn.) Woodson[3]
- Asclepias viridiflora Raf.[3]
- Asclepias viridis Walter[3]
- Asclepias viridula Chapm.[3]
- Asclepias virletii E.Fourn.[3]
- Asclepias welshii N.H.Holmgren & P.K.Holmgren[3]
- Asclepias woodii (Schltr.) Schltr.[3]
- Asclepias woodsoniana Standl. & Steyerm.: Sie ist von Mexiko über Guatemala, El Salvador, Honduras, Costa Rica, Nicaragua bis Kolumbien verbreitet.[3]
- Asclepias zanthodacryon (L.B.Sm.) Woodson: Sie kommt im nordöstlichen Mexiko vor.[3]

### Unterschiede zur verwandten GattungGomphocarpus
Die Gattung Asclepias unterscheidet sich von der Gattung Gomphocarpus vor allem durch
das schlank bis dick rübenförmig oder knollig ausgebildete Rhizom, das bei Gomphocarpus faserig oder verholzt ist. Asclepias bildet jährlich neu austreibende, meist unverzweigte oder wenig verzweigte Stängel, Gomphocarpus dagegen kurzlebige, ausdauernde Halbsträucher mit verzweigten Stängeln. Des Weiteren sind die Blütenstände bei Asclepias endständig, bei Gomphocarpus dagegen extra-axillar (aus den Blattachseln hervorgehend).

## Weiterführende Literatur
- Mark Fishbein, David Chuba, Chris Ellison, Roberta J. Mason-Gamer, Steven P. Lynch: Phylogenetic Relationships of Asclepias (Apocynaceae) Inferred from Non-coding Chloroplast DNA Sequences. In: Systematic Botany. Band 36, Nummer 4, 2011, S. 1008–1023, doi:10.1600/036364411X605010.
- Kevin Weitemier, Shannon C.K. Straub, Mark Fishbein, Aaron Liston: Intragenomic polymorphisms among high-copy loci: A genus-wide study of nuclear ribosomal DNA in Asclepias (Apocynaceae). In: PeerJ. Band 3, Nummer 1, 2015: e718. doi:10.7717/peerj.718
- David Chuba, David John Goyder, M. W. Chase, Mark Fishbein: Phylogenetics of the African Asclepias complex (Apocynaceae) based on three plastid DNA regions. In: Systematic Botany. Band 42, Nummer 1, 2017, S. 148–159. doi:10.1600/036364417X694539